# Бразильсько-північнокорейські відносини
Бразильсько-північнокорейські відносини - відносини між Бразилією та Корейською Народно-Демократичною Республікою. У Пхеньяні знаходиться посольство Бразилії.
Згідно з опитуванням, проведеним BBC у 2013, 22% бразильців позитивно ставилися до дій Північної Кореї, 47% - негативно.

## Історія
Незважаючи на те, що керівництво Бразилії підтримує економічні відносини з КНДР, воно рішуче засудило деякі дії офіційного Пхеньяну, що загрожували безпеці Східної Азії, такі як випробування ядерної зброї в 2009 (тоді Міністерство зовнішніх зв'язків Бразилії заявило, що країна засуджує ядерні КНДР підписати Договір про всеосяжну заборону ядерних випробувань і повернутися до шестисторонніх переговорів), і знищення корвету ВМС Республіки Корея «Чхонан», після якого уряд Бразилії зробив заяву, в якій говорилося про солідарність з Південною Кореєю і закликало до стабілізації обстановки на Корейському півострові.